# Joseph Ndo
Joseph Cyrille Ndo (ur. 28 kwietnia 1976 w Jaunde) – kameruński piłkarz występujący na pozycji pomocnika.

## Życiorys
Swoją karierę zaczynał w Canonie Jaunde, gdzie przez pewien czas występował z późniejszymi kolegami z reprezentacji, Raymondem Kallą i Pierre Womé. W 1995 roku zajął z tym klubem 8. miejsce, a rok później 3. W 1997 zdecydował się przejść do Cotonsportu Garoua, z którym dwukrotnie zdobył mistrzostwo kraju (1997 i 1998). Owiany sławą, zdecydował się na transfer do Europy. Ofertę złożył szwajcarski Neuchâtel Xamax i Ndo zmienił barwy klubowe. W Xamaxie spotkał swoich kolegów z reprezentacji, która grała na Mistrzostwach Świata 1998, Pierre’a Njanke i Augustine Simo. Pograł tam przez jeden sezon, w 28 meczach zdobywając 4 bramki. Zajął z tym klubem 5. miejsce. Po sezonie widniał na liście kilku klubów ze Stargo Kontynentu. Wybrał ofertę RC Strasbourg i przeniósł się do Ligue 1 razem z Njanką. Debiutował tam podczas meczu z RC Lens, wygranego 1:0 (31 lipca 1999). W sezonie 1999/2000 zajął ze Strasbourgiem 9. miejsce, a w 2000/2001 spadł do Ligue 2, zajmując ostatnie miejsce. Na zapleczu Ligue 1 grać nie chciał, więc wybrał ofertę ze Zjednoczonych Emiratów Arabskich i przeniósł się do Al-Khaleej Khor Fakkan, gdzie grał przez dwa sezony. W 2003 roku zawędrował do Azji, by reprezentować chiński klub, Chengdu Wuniu. W 2004 roku trafił na Wyspy Brytyjskie, do Irlandii, a jego nowym klubem był St. Patrick’s Athletic. Strzelił 1 bramkę w 17 meczach i zajął 8. miejsce, jednak grał na tyle dobrze, że zwrócił na siebie uwagę ówczesnego mistrza – Shelbourne. W 2005 roku nie udało się obronić tytułu, a klub z Dublina zajął tylko 3. miejsce. Ndo rozegrał 4 mecze w barwach pierwszej drużyny. Shelbourne na tron wróciło w 2006 roku, a Joseph przyczynił się do tego rozgrywając 24 mecze i 3 razy trafiając do siatki rywali. Łącznie w swojej karierze klubowej rozegrał 144 mecze i strzelił 9 goli. Od roku 2007 Kameruńczyk występuje w St Patrick’s Athletic.
W reprezentacji Kamerunu rozegrał dotychczas 21 meczów. Ma za sobą udział w Mistrzostwach Świata 1998, oraz 2002. We Francji był podstawowym zawodnikiem. Mecze z Austrią i Włochami grał przez pełne 90 minut, a w spotkaniu z Chile został zmieniony przez Laurena w 82 minucie. Na Mistrzostwach Świata w 2002 roku nie zagrał żadnego meczu, za to w tym samym roku zdobył Puchar Narodów Afryki.
| Sezon   | Klub                   | Kraj       | Flaga                        | Rozgrywki          | Mecze | Bramki |
| ------- | ---------------------- | ---------- | ---------------------------- | ------------------ | ----- | ------ |
| 1995    | Canon Jaunde           | Kamerun    | Kamerun                      | 1 Division (CMR)   | ?     | ?      |
| 1996    | Canon Jaunde           | Kamerun    | Kamerun                      | 1 Division (CMR)   | 17    | 8      |
| 1997    | Cotonsport Garoua      | Kamerun    | Kamerun                      | 1 Division (CMR)   | ?     | ?      |
| 1998    | Cotonsport Garoua      | Kamerun    | Kamerun                      | 1 Division (CMR)   | 25    | 3      |
| 1998/99 | Neuchâtel Xamax        | Szwajcaria | Szwajcaria                   | Swiss Super League | 28    | 4      |
| 1999/00 | RC Strasbourg          | Francja    | Francja                      | Ligue 1            | 25    | 0      |
| 2000/01 | RC Strasbourg          | Francja    | Francja                      | Ligue 1            | 0     | 0      |
| 2001/02 | Al-Khaleej Khor Fakkan | ZEA        | Zjednoczone Emiraty Arabskie | Division 1 (ZEA)   | 19    | 4      |
| 2002/03 | Al-Khaleej Khor Fakkan | ZEA        | Zjednoczone Emiraty Arabskie | Division 2 (ZEA)   | ?     | ?      |
| 2003    | Chengdu Wuniu          | Chiny      |                              | Division 2 (CHI)   | 25    | 1      |
| 2004    | St. Patrick’s Athletic | Irlandia   | Irlandia                     | Eircom League      | 17    | 1      |
| 2004    | Shelbourne             | Irlandia   | Irlandia                     | Eircom League      | 4     | 0      |
| 2005    | Shelbourne             | Irlandia   | Irlandia                     | Eircom League      | 18    | 1      |
| 2006    | Shelbourne             | Irlandia   | Irlandia                     | Eircom League      | 24    | 3      |
| 2007    | St. Patrick’s Athletic | Irlandia   | Irlandia                     | Eircom League      | 16    | 1      |